# Anna Widehov
Anna Widehov es una deportista sueca que compitió en taekwondo. Ganó dos medallas de bronce en el Campeonato Mundial de Taekwondo, en los años 1991 y 1993, y dos medallas de bronce en el Campeonato Europeo de Taekwondo, en los años 1990 y 1992.

## Palmarés internacional
| Campeonato Mundial | Campeonato Mundial          | Campeonato Mundial | Campeonato Mundial |
| Año                | Lugar                       | Medalla            | Categoría          |
| ------------------ | --------------------------- | ------------------ | ------------------ |
| 1991               | Atenas (Grecia)             | Medalla de bronce  | +70 kg             |
| 1993               | Nueva York (Estados Unidos) | Medalla de bronce  | +70 kg             |
| Campeonato Europeo |                             |                    |                    |
| Año                | Lugar                       | Medalla            | Categoría          |
| 1990               | Aarhus (Dinamarca)          | Medalla de bronce  | +70 kg             |
| 1992               | Valencia (España)           | Medalla de bronce  | +70 kg             |